# Souveräner GroßOrient von Deutschland
Het Souveräner GrossOrient von Deutschland (S.G.O.v.D.) is een irreguliere, gemengde obediëntie oftewel een koepelorganisatie van vrijmetselaarsloges in Duitsland.
Het Souveräner GrossOrient von Deutschland telt anno 2025 3 loges:
- Phoenix - Europäische Wanderloge (Dusseldorf)
- Glück Auf! (Lüdenscheid)
- Zur alten Quelle (München)

## Geschiedenis
De obediëntie werd opgericht op 27 oktober 2002 door zeven meester vrijmetselaars die een liberale koepel van vrijmetselaarsloges in Duitsland wilden. De plechtige oprichtingsviering vond plaats op 4 oktober 2003 in Offenbach. De oprichting werd ondersteund door de Grand Orient de France, het Grootoosten van België, de Grootloge van België, het Grossorient der Schweiz en het Großorient von Österreich.
In het verleden waren ook loges in Bremen, Freiburg im Breisgau en in Adelaide (Australië) aangesloten.